# Музей истории Донецкого национального технического университета
Музей истории Донецкого национального технического университета(укр. Музе́й істо́рії Доне́цького націона́льного техні́чного униіверсите́ту) — музей, основанный в 1970 году в Донецке, Донецкой области Украины.

## История
Музей создан в 1970 году в честь 50-летия Донецкого политехнического института. Располагался во втором учебном корпусе.

## Экспозиция
В экспозиции музея рассказывается об истории университета в следующие периоды:
- с 1921 года по 1926 год о Донецком горном техникуме;
- с 1926 года по 1935 год о Донецком горном институте;
- с 1935 года по 1960 год о Донецком индустриальном институте;
- с 1993 года по 2001 год о Донецком государственным техническом университете;
- с 2001 года о Донецком национальном техническом университете.

Автор стендов — Е. Колмиков.
Музей гордится экспозицией «Освобождение Донецка 8 сентября 1943 года».
На всех стендах экспозиция делится на 2 части: историческая, где описываются основные события соответствующего периода, и структурная, где описываются факультеты и их главные личности.
Музей проводит: выставки, встречи с ветеранами, поэтические вечера, встречи выпускников.